# Крупец (Шосткинский район)
Крупец (укр. Крупець) — село,
Мироновский сельский совет,
Шосткинский район,
Сумская область,
Украина.
Код КОАТУУ — 5925384902. Население по переписи 2001 года составляло 352 человека.

## Географическое положение
Село Крупец находится в 2,5 км от города Шостка,
примыкает в селу Мироновка.
К селу примыкает большой лесной массив (сосна).
Через село проходит автомобильная дорога Т-1908.

## История
- 1808 — дата основания.

## Экономика
- «Агрокс», ЧП.
- «Полис», ЧП.